# Torben Vadstrup
Torben Vadstrup (født 30. april 1953) er en dansk skuespiller.
Vadstrup er autodidakt skuespiller.

## Filmografi
- At kende sandheden (2002)
- Fri os fra det onde (2009)

### Tv-serier
- Kaos i opgangen (1997)